# 7740 Петі
7740 Петі (7740 Petit) — астероїд головного поясу, відкритий 6 вересня 1983 року.
Тіссеранів параметр щодо Юпітера — 3,526.